# Pietarlauttaspää
Pietarlauttaspää är en kulle i Finland.   Den ligger i den ekonomiska regionen Norra Lappland och landskapet Lappland, i den norra delen av landet, 900 km norr om huvudstaden Helsingfors. Toppen på Pietarlauttaspää är 427 meter över havet.
Terrängen runt Pietarlauttaspää är platt åt nordväst, men åt sydost är den kuperad.  Trakten runt Pietarlauttaspää är nära nog obefolkad, med mindre än två invånare per kvadratkilometer. Det finns inga samhällen i närheten. Omgivningarna runt Pietarlauttaspää är i huvudsak ett öppet busklandskap.